# Michel Blanc-Dumont
Pour les articles homonymes, voir Michel Blanc (homonymie), Blanc (homonymie) et Dumont.
 (septembre 2016).
Michel Blanc-Dumont, né le 7 mars 1948 à Saint-Amand-Montrond (Cher), est un dessinateur de bande dessinée, illustrateur, affichiste et artiste peintre français. Il vit et travaille près d'Épernon.

## Biographie
Michel Blanc-Dumont est né dans une famille dont certains des membres ont fait une carrière artistique. Son arrière-arrière-grand-père, cousin de Nadar, avec qui il travaillait dans le même atelier, était dessinateur humoristique et satirique pour le journal Le Charivari, entre autres. Il a laissé de nombreux dessins de cavaliers et de chevaux, réalisés pendant son service militaire. Son père, après l'École nationale supérieure des beaux-arts, a été sculpteur et céramiste avant d'ouvrir un atelier de restauration d'objets d'arts.
Quittant Saint-Amand Montrond, sa famille s'installe à Courbevoie.
Peu doué pour l'école, mais grand lecteur de revues de bandes dessinées (Fripounet, Tintin, Spirou, Pilote…), il commence à dessiner très tôt.
En 1964, sur les conseils de son père qui le pousse à continuer le dessin, il entame des études à l'École Olivier-de-Serres à Paris, où il rencontre F'Murrr et se dirige vers l'illustration et la bande dessinée, malgré le fait que ce genre soit mal vu dans les écoles d'art.
Pendant ses années d'études, il découvre un ranch dans le Quercy où débute sa passion pour les chevaux et le dressage. Il créera en 1981 l’Association française du Quarter Horse (AFQH), race chevaline américaine issue du mélange d'autres races, dont il ramène des États-Unis plusieurs exemplaires pour son ranch. Il remporte régulièrement des trophées couronnant les plus beaux spécimen de la race, comme en 1992, à l'Open Grand Champion Mare, en France, avec sa jument Lil Daisy Glow.
Lecteur du journal Pilote, il participe au concours Nicolas Goujon organisé par les éditions Fleurus qui y est annoncé, échoue, mais est contacté par le dessinateur Robert Gigi, membre du jury, qui a apprécié la qualité de son dessin et lui met le pied à l'étrier en lui faisant notamment rencontrer Claude Moliterni. C'est ainsi que ses premiers dessins sont publiés à partir de 1973 dans les magazines Phénix et Jeunes années.
En 1974, grâce à son frère qui travaille dans un commerce nommé Indian trading post, il rencontre la scénariste Laurence Harlé, femme du directeur, passionnée comme lui de l'univers du western, avec laquelle il crée la série Jonathan Cartland qui est prépublié d'abord dans Lucky Luke puis dans Pilote à partir de 1977.
Cette série est consacrée une première fois au festival d'Hyères, où Laurence Harlé reçoit le prix du scénario pour Silver canyon en 1984, puis en 1988 lors du 15e festival international de la bande dessinée d'Angoulême, où Michel Blanc-Dumont et Laurence Harlé reçoivent le prix du meilleur album de l'année pour Les Survivants de l'ombre.
En 1985 est publié un recueil d'histoires courtes, scénarisées par Claude Gemignani, Serge Le Tendre et Laurence Harlé. Cet album recueille des récits publiés entre 1972 et 1985 dans les revues Phénix, Jeunes années, Pilote, Métal Hurlant, Super Tintin, À Suivre.
Il s'essaye à un nouveau genre en 1990, en créant la série policière Colby qui se déroule dans l'Amérique des années 1940, sur un scénario de Greg.
À la suite de tensions entre son éditeur et sa scénariste, il arrête la série Jonathan Cartland après la parution de l'album Les Repères du diable en 1995 avec regret, espérant qu'un dessinateur reprendra un jour cette série à laquelle il est très attaché.
En 1997, à la demande de Jean Giraud, il rejoint la réalisation de la série La Jeunesse de Blueberry avec François Corteggiani au scénario. Le travail de Michel Blanc-Dumont était très apprécié du scénariste original, Jean-Michel Charlier : « Si je n’avais pas eu la chance de rencontrer Giraud, c’est avec Blanc-Dumont que j’aurais aimé me lancer dans la saga de Blueberry. »
Il a été marié à Claudine Blanc-Dumont, coloriste, décédée en 2012. Elle a travaillé pour différents auteurs, dont son mari et à partir de l'album Les Doigts du Chaos en 1982, où son nom est mentionné pour la première fois en page de garde.

## Style
Michel Blanc-Dumont se documente beaucoup pour ses dessins, à partir de sa propre collection d'objets américains ou à partir d'ouvrages spécialisés. Il possède par exemple un Bowie knife ou une réplique de revolver colt Navy, celui que le personnage de Louis le métis offre à Jonathan Cartland. Ce souci documentaire historique et le soin accordé à son travail préparatoire à la mise en dessin, sans compter ses autres occupations, font que sa production a tendance à s'échelonner dans le temps, et il faut compter en moyenne deux années entre chaque album.
Son dessin s'inspire d'abord d'Harold Foster, de Jijé et de Jean Giraud, avant qu'il construise son propre univers graphique, facilement identifiable, un style réaliste au modelé fin et précis, pointilliste en certaines zones. Il est à ce titre régulièrement sollicité pour des publicités, comme pour le lancement de la Peugeot 205 en 1983, où il mélange son univers de prédilection, le western, avec celui de la célèbre petite voiture, ou bien pour des affiches et des illustrations d'articles.
Son dessin a également été marqué par le travail des peintres du XIXe siècle Charles Marion Russell, Frederic Remington et Harold von Schmidt, qui se sont intéressés à l'univers de l'Ouest américain. Michel Blanc-Dumont s'est lancé lui aussi dans la peinture de genre, où il prenait plaisir à mettre en scène des chevaux.
Paradoxalement, son goût du détail dessiné ne l'empêche pas de donner la priorité au récit : « Je suis de l'école de Jijé. Pour moi, le trait noir et blanc doit se suffire à lui-même […]. Nous sommes d'abord des raconteurs d'histoires. » Sa collaboration avec Laurence Harlé le conduit à fouiller la dimension psychologique des personnages, ceux-ci étant en proie à des conflits intérieurs et à des tourments psychologiques. Jonathan Cartland, par exemple, est un héros fragile.
Au moment de sa collaboration avec Michel Greg, il s'inspirait d'un découpage écrit, alors que pour Blueberry, Blanc-Dumont suit assez fidèlement les storyboards que dessine parfois François Corteggiani.

## Thèmes et genres

### Le western
Presque tous les récits dessinés par Michel Blanc-Dumont et scénarisés par Laurence Harlé se situent aux États-Unis, dans la période qui intéresse le plus Michel Blanc-Dumont, celle qui va de 1850 à 1950, ce qui lui permet de mettre en images sa passion pour l'histoire américaine, ses immenses espaces et les chevaux.

### La dénonciation de l'injustice et de l'intolérance
Elle concerne surtout celle subie par les Amérindiens et le génocide qu'ils ont vécu, mais on rencontre également la dénonciation du mépris social ou de classe, par exemple à travers le personnage de Cynthia-Ann, du racisme dans dont sont victimes les Mexicains, dans Silver canyon, des violences faites aux Noirs esclaves ou affranchis, dans Le Fantôme de Wah-Kee ou l'Enfant lumière, ou encore celles dont sont victimes les femmes comme le personnage d'Emily dans Silver canyon.
La série Jonathan Cartland dénonce également l'intolérance religieuse de la famille Cordwainer dans Les Doigts du chaos, et les ravages de la guerre civile dans Les Survivants de l'ombre.

### Le récit policier
C'est la série Colby qui l'incarne avec le plus d'évidence mais certains scénarios de Laurence Harlé, notamment le Fantôme de Wah-Kee, Silver canyon ou Les Repères du Diable ou encore certains récits courts comme La mort de Tonnerre Jaune publié dans Courts Métrages intègrent certaines des caractéristiques du récit policier noir ou à intrigue.

### Le fantastique
Certains récits courts relèvent de la veine fantastique : Le Jour où, à travers la porte brisée, l'Assassin envahit la terre et Infiltration.
C'est cependant la série Jonathan Cartland qui donne à cette thématique le plus de place. Les événements inexplicables commencent dès Le Fantômes de Wah-Kee, où l'homme-médecine mandan que Jonathan a connu dans sa jeunesse semble communiquer avec lui par des songes et des visions, jusqu'à le sauver du personnage de Silver Blue, représenté dans ses rêves par le démon mandan O-Kee-He-Dee.
Le poids du destin, des malédictions indiennes ou bibliques, des sorts ou de la magie semblent ne jamais quitter le parcours de Jonathan jusqu'à ce qu'il retrouve un certain équilibre à partir de Silver canyon et redevienne peu à peu, à partir de 1862, le père qu'il avait cessé d'être après avoir abandonné son bébé en 1857 à Black Turtle, après la mort de Petite-Neige, drame qui l'avait entraîné dans une déchéance au cours de laquelle il avait connu des échecs professionnels et affectifs.
Même dans L'Enfant Lumière, Cartland a des visions prémonitoires qui se réalisent : celles de la prise en otage de son fils par le personnage de Kansas.

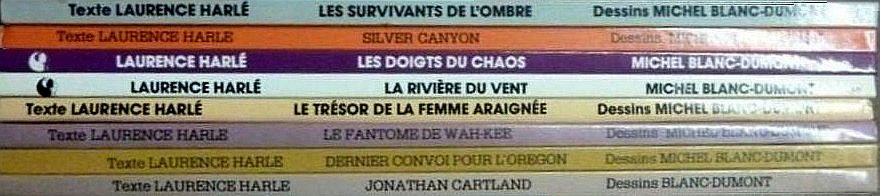
Jonathan Cartland (ici 8 tomes).

## Publications

### One shots
- Courts métrages , Dargaud, 56 planches, Mai 1985
Scénario :  Claude Gemignani, Serge Le Tendre, Laurence Harlé  - Dessin et couleurs :  Michel Blanc-Dumont -  (ISBN 2205029363)

- A l'aube de la liberté , Dargaud, 46 planches, Septembre 1989
Scénario :  Collectif  - Dessin :  Michel Blanc-Dumont et collectif -  (ISBN 2205038893)

- Eté fripon , Dargaud, 53 planches, Juin 1991
Scénario :  Collectif  - Dessin :  Michel Blanc-Dumont et collectif -  (ISBN 2731609702)

- La BD fait sa cuisine , Bagheera, 27 planches, Mai 1999
Scénario :  Collectif  - Dessin :  Michel Blanc-Dumont et collectif -  (ISBN 2908406543)

- Go West Young Man, Bamboo édition, 85 planches, Novembre 2021
Scénario :  Tiburce Oger, Hervé Richez  - Dessin :  Michel Blanc-Dumont et collectif -  (ISBN 9782818983201)

- Indians: l'ombre noire de l'homme blanc, Bamboo édition, 92 planches, Novembre 2022
Scénario :  Tiburce Oger, Hervé Richez  - Dessin :  Michel Blanc-Dumont et collectif -  (ISBN 9782818998229)

### Séries
| Jonathan Cartland (1975-1995) - 1 Jonathan Cartland , Dargaud, 54 planches, juillet 1975 Scénario : Laurence Harlé - Dessin : Michel Blanc-Dumont - (ISBN 220500879X) - 2 Dernier convoi pour l'Oregon , Dargaud, 46 planches, avril 1976 Scénario : Laurence Harlé - Dessin : Michel Blanc-Dumont - (ISBN 2205008854) - 3 Le Fantôme de Wah-Kee , Dargaud, 46 planches, avril 1977 Scénario : Laurence Harlé - Dessin : Michel Blanc-Dumont - (ISBN 2205011340) - 4 Le Trésor de la femme araignée , Dargaud, 46 planches, avril 1978 Scénario : Laurence Harlé - Dessin : Michel Blanc-Dumont - (ISBN 2205012169) - 5 La Rivière du vent , Dargaud, 46 planches, octobre 1979 Scénario : Laurence Harlé - Dessin : Michel Blanc-Dumont - (ISBN 2205015893) - 6 Les Doigts du chaos , Dargaud, 46 planches, janvier 1982 Scénario : Laurence Harlé - Dessin : Michel Blanc-Dumont - Couleurs : Claudine Blanc-Dumont - (ISBN 2205017136) - 7 Silver canyon , Dargaud, 42 planches, novembre 1983 Scénario : Laurence Harlé - Dessin : Michel Blanc-Dumont - Couleurs : Claudine Blanc-Dumont - (ISBN 2205025384) - 8 Les Survivants de l'ombre , Dargaud, 42 planches, mars 1987 Scénario : Laurence Harlé - Dessin : Michel Blanc-Dumont - Couleurs : Claudine Blanc-Dumont - (ISBN 2205033115) - 9 L'Enfant lumière , Dargaud, 46 planches, mars 1989 Scénario : Laurence Harlé - Dessin : Michel Blanc-Dumont - Couleurs : Claudine Blanc-Dumont - (ISBN 2205034626) - 10 Les Repères du diable , Dargaud, 57 planches, janvier 1995 Scénario : Laurence Harlé - Dessin : Michel Blanc-Dumont - Couleurs : Claudine Blanc-Dumont - (ISBN 2205042866) |

| Colby (1991-1997) - 1 Altitude moins trente , Dargaud, 46 planches, Mai 1991 Scénario : Greg - Dessin : Michel Blanc-Dumont - Couleurs : Claudine Blanc-Dumont - (ISBN 2205039334) - 2 Le Soleil est mort deux fois , Dargaud, 46 planches, Juillet 1993 Scénario : Greg - Dessin : Michel Blanc-Dumont - Couleurs : Claudine Blanc-Dumont - (ISBN 2205040901) - 3 Bombardier pour Mexico , Dargaud, 46 planches, Juin 1997 Scénario : Greg - Dessin : Michel Blanc-Dumont - Couleurs : Claudine Blanc-Dumont - (ISBN 2205042920) |

| La jeunesse de Blueberry (1998-2015) - 10 La Solution Pinkerton , Dargaud, 46 planches, Novembre 1998 Scénario : Francois Corteggiani - Dessin : Michel Blanc-Dumont - Couleurs : Claudine Blanc-Dumont - (ISBN 2205045180) - 11 La Piste des maudits , Dargaud, 46 planches, Janvier 2000 Scénario : Francois Corteggiani - Dessin : Michel Blanc-Dumont - Couleurs : Claudine Blanc-Dumont - (ISBN 2205048511) - 12 Dernier train pour Washington , Dargaud, 46 planches, Novembre 2001 Scénario : Francois Corteggiani - Dessin : Michel Blanc-Dumont - Couleurs : Claudine Blanc-Dumont - (ISBN 2205051741) - 13 Il faut tuer Lincoln , Dargaud, 46 planches, Mai 2003 Scénario : Francois Corteggiani - Dessin : Michel Blanc-Dumont - Couleurs : Claudine Blanc-Dumont - (ISBN 2205052012) - 14 Le Boucher de Cincinnati , Dargaud, 46 planches, Septembre 2005 Scénario : Francois Corteggiani - Dessin : Michel Blanc-Dumont - Couleurs : Claudine Blanc-Dumont - (ISBN 2205053744) - 15 La Sirène de Veracruz , Dargaud, 46 planches, Octobre 2006 Scénario : Francois Corteggiani - Dessin : Michel Blanc-Dumont - Couleurs : Claudine Blanc-Dumont - (ISBN 2205055267) - 16 100 dollars pour mourir, Dargaud, 46 planches, Septembre 2007 Scénario : Francois Corteggiani - Dessin : Michel Blanc-Dumont - Couleurs : Claudine Blanc-Dumont - (ISBN 220505659X) - 17 Le Sentier des larmes , Dargaud, 46 planches, Novembre 2008 Scénario : Francois Corteggiani - Dessin : Michel Blanc-Dumont - Couleurs : Claudine Blanc-Dumont - (ISBN 9782205058444) - 18 1276 âmes , Dargaud, 46 planches, Septembre 2009 Scénario : Francois Corteggiani - Dessin : Michel Blanc-Dumont - Couleurs : Claudine Blanc-Dumont - (ISBN 9782205061444) - 19 Rédemption, Dargaud, 46 planches, Septembre 2010 Scénario : Francois Corteggiani - Dessin : Michel Blanc-Dumont - Couleurs : Claudine Blanc-Dumont - (ISBN 9782205063226) - 20 Gettysburg , Dargaud, 53 planches, Mai 2012 Scénario : Francois Corteggiani - Dessin : Michel Blanc-Dumont - Couleurs : Claudine Blanc-Dumont - (ISBN 9782205066548) - 21 Le convoi des bannis , Dargaud, 46 planches, Décembre 2015 Scénario : Francois Corteggiani - Dessin : Michel Blanc-Dumont - Couleurs : Claudine Blanc-Dumont - (ISBN 9782205067781) |

## Prix
- 1988 :  prix du meilleur album de l'année pour Les Survivants de l'ombre au Festival international de la bande dessinée d'Angoulême[22]